# Teatro Circo Murcia
El Teatro Circo Murcia (TCM), es un teatro situado en el municipio de Murcia (Región de Murcia, España). 
El edificio, situado en la actual calle Enrique Villar (antigua calle Caravija), fue diseñado por el arquitecto Justo Millán e inaugurado el año 1892. Desde entonces ha sufrido numerorosas modificaciones. A su uso como teatro y circo, cabe añadir en sus inicios otros como el de veladas de boxeo, lucha libre, espectáculos ecuestres y cine, actividad esta que perduró hasta su cierre el año 1984.
En 2003 el Ayuntamiento de Murcia se implicó en el proceso de rehabilitación, que concluyó a principios del año 2011. A partir de entonces, el Teatro Circo Murcia ha pasado a ser de titularidad municipal. 

## Historia

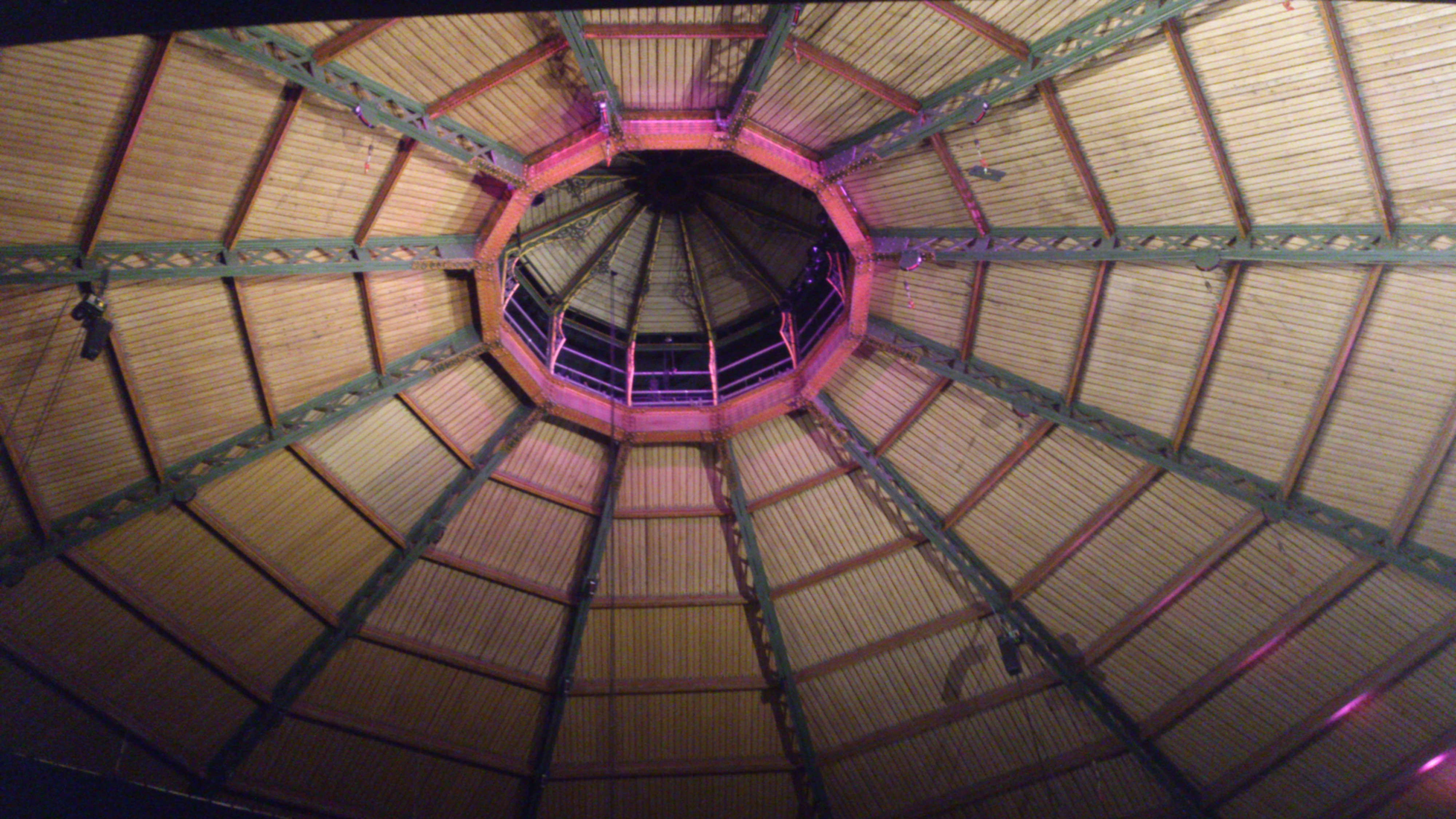
Detalle del techo del teatro Circo Murcia

Las obras del Teatro Circo se iniciaron el 5 de noviembre de 1889, siendo proyectado por el empresario Enrique Villar Bas, que encargó el diseño al arquitecto de Hellín Justo Millán (que también rediseñó el Teatro Romea de la ciudad tras los dos incendios que sufrió). 
La inauguración tuvo lugar tres años después (en 1892), a cargo de la Compañía ecuestre, gimnástica, cómica, mímica y musical de Gil Vicente Alegría. Durante su primer año de existencia sólo se autorizó su uso como circo pues no disponía de las instalaciones necesarias para ello. La primera obra de teatro que se representó fue en 1893, con la interpretación de la zarzuela Marina.
En 1896 se presentó en el Teatro Circo el cinematógrafo, con la proyección de una película sobre vistas de Portugal, España y Francia. Su utilización como palacio del cine se prolongó durante años, de hecho en 1930 se presentó el cine sonoro por primera vez en Murcia con el film El loco cantor, de Al Jolson (1928).
Debido a su amplitud y a las especiales características arquitectónicas de las que dispone, en el Teatro Circo se llegó a celebrar una corrida de toros, concretamente el 2 de abril de 1899.
En su escenario fueron homenajeados Ruperto Chapí o Fernández Caballero, y realizaron mítines José Canalejas (en 1902), Alejandro Lerroux (en 1910), Onésimo Redondo (en 1935), Gil-Robles y Dolores Ibárruri (en 1936). También actuaron en él Raquel Meller, Pastora Imperio o Miguel Fleta.
En febrero de 1984 el Teatro Circo cerró sus puertas iniciando un largo periodo de abandono, siendo rehabilitado a partir del 2007 para su utilización como espacio escénico. 
Finalmente, en 2011 volvió a abrir sus puertas con una programación teatral y escénica variada. En septiembre de 2014 se volvió a proyectar cine en el teatro Circo.